# Louis Chiron
Louis Chiron (ur. 3 sierpnia 1899 w Monako, zm. 22 czerwca 1979 tamże) – monakijski kierowca Formuły 1.
Startował w sezonach 1950–1958, jako kierowca zespołów: Maserati, Ecurie Rosier, Scuderia Enrico Platé, Louis Chiron, Lancia, Scuderia Centro Sud, Monte Carlo Auto Sport.
W 1931 wygrał domowe Grand Prix Monako. W 1950 zajął 9. miejsce w klasyfikacji generalnej kierowców pierwszego sezonu Formuły 1.
Ku jego czci swoją nazwę otrzymał Bugatti Chiron – limitowany hipersamochód dostosowany do ruchu ulicznego, produkowany przez Bugatti w latach 2016–2022.

## Wyniki

### Formuła 1
| Legenda oznaczeń w tabelach wyników Wyświetl szablon na nowej stronie | Legenda oznaczeń w tabelach wyników Wyświetl szablon na nowej stronie                                                                     |
| Oznaczenie                                                            | Wyjaśnienie |
| --------------------------------------------------------------------- | --- |
| Złoty                                                                 | Zwycięzca lub mistrzostwo |
| Srebrny                                                               | 2. miejsce lub wicemistrzostwo |
| Brązowy                                                               | 3. miejsce lub II wicemistrzostwo |
| Zielony                                                               | Ukończył, punktował (w klasyfikacji generalnej, gdy zdobył co najmniej jeden punkt na przestrzeni sezonu, poza trzema powyższymi opcjami) |
| Niebieski                                                             | Ukończył, nie punktował (w klasyfikacji generalnej, gdy nie zdobył co najmniej jednego punktu na przestrzeni sezonu)                      |
| Czerwony                                                              | Nie zakwalifikował się (NZ) |
| Czerwony                                                              | Nie prekwalifikował się (NPK) |
| Różowy                                                                | Nie ukończył (NU) |
| Różowy                                                                | Niesklasyfikowany (NS) (w klasyfikacji generalnej, gdy nie został sklasyfikowany w żadnym wyścigu sezonu)                                 |
| Czarny                                                                | Zdyskwalifikowany (DK) |
| Czarny                                                                | Wykluczony (WYK/EX) |
| Biały                                                                 | Nie wystartował (NW) |
| Biały                                                                 | Kontuzjowany (K/INJ) |
| Biały                                                                 | Wyścig odwołany (OD/C) |
| Bez koloru                                                            | Został wycofany (WYC/WD) |
| Bez koloru                                                            | Nie przybył (NP/DNA) |
| Bez koloru                                                            | Nie brał udziału w treningach (NT/DNP) |
| Bez koloru                                                            | Nie został zgłoszony (–) |
| Pogrubienie                                                           | Start z pole position |
| Kursywa                                                               | Najszybsze okrążenie wyścigu |
| †                                                                     | Nie ukończył, ale jego rezultat został zaliczony ze względu na przejechanie więcej niż 90% dystansu wyścigu.                              |
| *                                                                     | Sezon w trakcie |
| 1/2/3                                                                 | Punktowana pozycja w sprincie kwalifikacyjnym                                                                                             |
| Lista systemów punktacji Formuły 1                                    | |

| Rok  | Zespół                    | Samochód         | Wyniki w poszczególnych eliminacjach | Wyniki w poszczególnych eliminacjach | Wyniki w poszczególnych eliminacjach | Wyniki w poszczególnych eliminacjach | Wyniki w poszczególnych eliminacjach | Wyniki w poszczególnych eliminacjach | Wyniki w poszczególnych eliminacjach | Wyniki w poszczególnych eliminacjach | Wyniki w poszczególnych eliminacjach | Wyniki w poszczególnych eliminacjach | Wyniki w poszczególnych eliminacjach | Pkt. | Msc. |
| ---- | ------------------------- | ---------------- | ------------------------------------ | ------------------------------------ | ------------------------------------ | ------------------------------------ | ------------------------------------ | ------------------------------------ | ------------------------------------ | ------------------------------------ | ------------------------------------ | ------------------------------------ | ------------------------------------ | ---- | ---- |
| 1950 | Officine Alfieri Maserati | Maserati 4CLT    | GBR                                  | MCO                                  | USA                                  | SUI                                  | BEL                                  | FRA                                  | ITA                                  |                                      |                                      |                                      |                                      | 4    | 10   |
| 1950 | Officine Alfieri Maserati | Maserati 4CLT    | NU                                   | 3                                    | –                                    | 9                                    | –                                    | NU                                   | NU                                   |                                      |                                      |                                      |                                      | 4    | 10   |
| 1951 |                           |                  | SUI                                  | USA                                  | BEL                                  | FRA                                  | GBR                                  | DEU                                  | ITA                                  | ESP                                  |                                      |                                      |                                      | 0    | NS   |
| 1951 | Enrico Platé              | Maserati 4CLT    | 7                                    | –                                    | –                                    | –                                    | –                                    | –                                    | –                                    | –                                    |                                      |                                      |                                      | 0    | NS   |
| 1951 | Ecurie Rosier             | Talbot-Lago T26C | –                                    | –                                    | NU                                   | 6                                    | NU                                   | NU                                   | NU                                   | NU                                   |                                      |                                      |                                      | 0    | NS   |
| 1953 | Louis Chiron              | OSCA 20          | ARG                                  | USA                                  | NED                                  | BEL                                  | FRA                                  | GBR                                  | DEU                                  | SUI                                  | ITA                                  |                                      |                                      | 0    | NS   |
| 1953 | Louis Chiron              | OSCA 20          | –                                    | –                                    | –                                    | –                                    | 15                                   | NW                                   | –                                    | NW                                   | 10                                   |                                      |                                      | 0    | NS   |
| 1955 | Scuderia Lancia           | Lancia D50       | ARG                                  | MCO                                  | USA                                  | BEL                                  | NED                                  | GBR                                  | ITA                                  |                                      |                                      |                                      |                                      | 0    | NS   |
| 1955 | Scuderia Lancia           | Lancia D50       | –                                    | 6                                    | –                                    | –                                    | –                                    | –                                    | –                                    |                                      |                                      |                                      |                                      | 0    | NS   |
| 1956 | Scuderia Centro Sud       | Maserati 250F    | ARG                                  | MCO                                  | USA                                  | BEL                                  | FRA                                  | GBR                                  | DEU                                  | ITA                                  |                                      |                                      |                                      | 0    | NS   |
| 1956 | Scuderia Centro Sud       | Maserati 250F    | –                                    | NW                                   | –                                    | –                                    | –                                    | –                                    | –                                    | –                                    |                                      |                                      |                                      | 0    | NS   |
| 1958 | André Testut              | Maserati 250F    | ARG                                  | MCO                                  | NED                                  | USA                                  | BEL                                  | FRA                                  | GBR                                  | DEU                                  | PRT                                  | ITA                                  | MAR                                  | 0    | NS   |
| 1958 | André Testut              | Maserati 250F    | –                                    | NZ                                   | –                                    | –                                    | –                                    | –                                    | –                                    | –                                    | –                                    | –                                    | –                                    | 0    | NS   |